# McNairy County
McNairy County är ett administrativt område i delstaten Tennessee, USA. År 2010 hade countyt 26 075 invånare. Den administrativa huvudorten (county seat) är Selmer.

## Geografi
Enligt United States Census Bureau har countyt en total area på 1 453 km². 1 450 km² av den arean är land och 2 km² är vatten.

### Angränsande countyn
- Chester County - norr
- Hardin County - öst
- Alcorn County, Mississippi - söder
- Hardeman County - väst